# كارين مارتينيز
كارين مارتينيز (بالإسبانية: Karen Martínez)‏ هي عارضة وممثلة كولومبية، ولدت في 14 أغسطس 1979 في قرطاجنة في كولومبيا.

## وصلات خارجية
- كارين مارتينيز على موقع IMDb (الإنجليزية)
- كارين مارتينيز على موقع قاعدة بيانات الفيلم (الإنجليزية)